# Élections législatives françaises de 1902
Les élections législatives de 1902 ont eu lieu les 27 avril et 11 mai 1902.

## Contexte
| Photo en noir et blanc d’un homme aux bras croisés, avec moustache en croc et cheveux châtains, portant une cravate, une veste et une chemise blanche au col relevé |

Le scrutin de 1902 est un des plus bipolarisés de toute la Troisième République. Il voit s'affronter deux camps dont la ligne de partage s'est décidée après le reclassement de 1899, juste après le coup de canne du baron de Christiani sur la tête du président de la République à Auteuil, le 5 juin. En effet, cette goutte d'eau fit déborder le vase des menées nationalistes qui agitaient la France depuis la montée en force des défenseurs de Dreyfus. Lors du vote de confiance au ministère formé le 22 juin au nom de la défense républicaine par le républicain modéré Pierre Waldeck-Rousseau, les républicains de gouvernement (ex-opportunistes s'étant eux-mêmes rebaptisés progressistes, arrivés premiers aux élections de 1893 avec 254 députés sur 585, première force de la majorité gouvernementale de l'époque) éclatent entre ministériels et antiministériels. Pendant trois ans, le gouvernement Waldeck-Rousseau mène la bataille contre les ligues nationalistes, met au pas l'armée et lance des représailles contre l'Église et particulièrement les congrégations, étroitement mêlées à l'antidreyfusisme. Sa politique anticléricale et la loi sur les associations de 1901 vont fixer, pour plusieurs années, cette ligne de partage passant désormais au sein du camp républicain.
Pour les élections de 1902, la gauche (première utilisation moderne du mot) se constitue en Bloc des gauches, allant des socialistes ministériels (à l'image de Alexandre Millerand) aux ex-progressistes restés avec Waldeck et rebaptisés provisoirement « républicains » (les futurs républicains de gauche), en passant par les républicains socialistes ou socialistes indépendants, les radicaux socialistes et la plupart des radicaux.  
Le camp antiministériel commencera chez les rares radicaux hostiles au gouvernement, parmi lesquels Paul Doumer et quelques radicaux du Massif central, et ira jusqu'aux nationalistes, en passant par les progressistes (anciens progressistes passés dans l'opposition et ayant conservé l'appellation), les ex-ralliés (en principe regroupés dans l'Action libérale constituée en parti en 1901, comme les radicaux), les monarchistes et les conservateurs sans épithète.

## Système électoral
Les élections se déroulent au scrutin uninominal à deux tours par arrondissements (loi du 13 février 1889).

## Résultats
|                          |                                                         |            |        |        |  |  |  |  |  |  |  |  |  |  |
| Partis                   | Partis                                                  | Voix       | %      | Sièges |  |  |  |  |  |  |  |  |  |  |
|                          | Radicaux indépendants (RI)                              | 3 331 439  | 39,60  | 129    |  |  |  |  |  |  |  |  |  |  |
|                          | Parti républicain radical et radical-socialiste (PRRRS) | 3 331 439  | 39,60  | 104    |  |  |  |  |  |  |  |  |  |  |
|                          | Républicains progressistes                              | 1 808 736  | 21,50  | 127    |  |  |  |  |  |  |  |  |  |  |
|                          | Action libérale populaire (ALP)                         | 1 270 321  | 15,10  | 89     |  |  |  |  |  |  |  |  |  |  |
|                          | Alliance républicaine démocratique (ARD)                | 883 336    | 10,50  | 62     |  |  |  |  |  |  |  |  |  |  |
|                          | Parti socialiste de France (PSdF)                       | 614 129    | 7,30   | 14     |  |  |  |  |  |  |  |  |  |  |
|                          | Parti socialiste français (PSF)                         | 614 129    | 7,30   | 29     |  |  |  |  |  |  |  |  |  |  |
|                          | Parti nationaliste (PN)                                 | 504 763    | 6,00   | 35     |  |  |  |  |  |  |  |  |  |  |
|                          |                                                         |            |        |        |  |  |  |  |  |  |  |  |  |  |
| Total                    | Total                                                   | 8 412 724  | 100,00 | 589    |  |  |  |  |  |  |  |  |  |  |
| Abstentions              | Abstentions                                             | 2 645 978  | 23,93  |        |  |  |  |  |  |  |  |  |  |  |
| Inscrits / participation | Inscrits / participation                                | 11 058 702 | 76,07  |        |  |  |  |  |  |  |  |  |  |  |

## Analyse
La division des républicains de gouvernement et le passage à l'opposition des progressistes ne permet pas au camp antiministériel (à ne pas confondre avec la droite, qui désigne les groupes parlementaires non républicains ; les progressistes restent intransigeants sur le principe républicain) de l'emporter, même s'il arrive très près en voix du camp ministériel (seulement 100 000 voix de différence), essentiellement grâce aux progrès nationalistes. Mais ce sont les radicaux qui progressent le plus. Ceux-ci constituent désormais la principale force politique en France et, surtout, ils se retrouvent au centre de la coalition au pouvoir, le Bloc des gauches. Prenant acte de la victoire radicale et parce que ne désirant pas un tête-à-tête avec eux, le modéré Pierre Waldeck-Rousseau laisse la place à Émile Combes à la présidence du Conseil. Le gouvernement Émile Combes s'illustrera par son anticléricalisme qui le conduira à faire voter la loi de séparation des Églises et de l'État en 1905.
Les socialistes se retirent du Bloc des gauches en 1904, à la suite du congrès de l'Internationale socialiste d'Amsterdam.

## VIIIelégislature
Durée de la législature : 1er juin 1902 - 31 mai 1906.
Président de la République : Émile Loubet (jusqu'au 18 février 1906), Armand Fallières ensuite.
Président de la Chambre des députés :

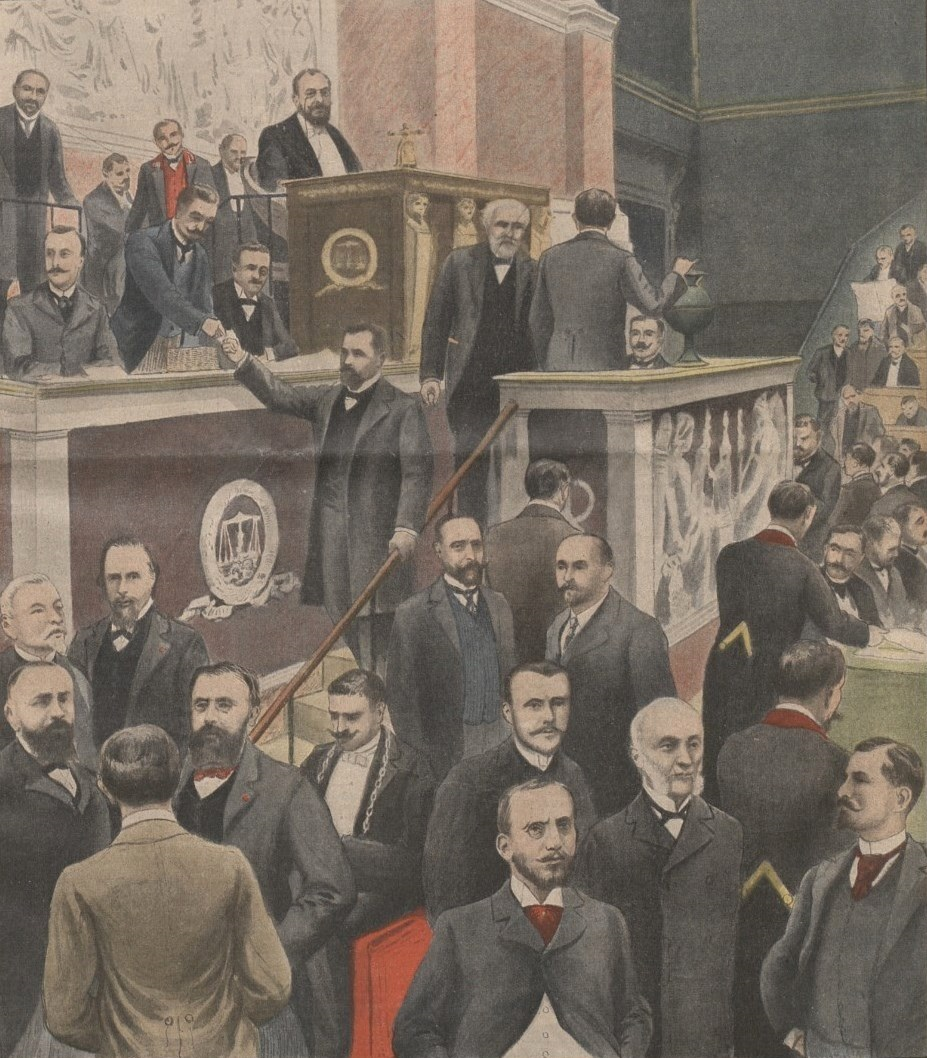
L. Bourgeois président de la Chambre des députés, Le Petit Journal 15 juin 1902.

- Léon Bourgeois (10 juin 1902-12 janvier 1904) ;
- Henri Brisson (12 janvier 1904-10 janvier 1905) ;
- Paul Doumer (10 janvier 1905-31 mai 1906).

| Gouvernement | Gouvernement                 | Gouvernement                     | Dates (Durée)                                            | Président du Conseil      | Composition initiale                   |
| ------------ | ---------------------------- | -------------------------------- | -------------------------------------------------------- | ------------------------- | -------------------------------------- |
| 1            | Le nouveau ministère en 1902 | Gouvernement Émile Combes        | du 7 juin 1902 au 18 janvier 1905 (2 ans et 225 jours)   | Émile Combes (PRRRS)      | 11 ministres 1 sous-secrétaire d'État  |
| 2            | Maurice Rouvier              | Gouvernement Maurice Rouvier (2) | du 24 janvier 1905 au 18 février 1906 (1 an et 25 jours) | Maurice Rouvier (ARD)     | 11 ministres 3 sous-secrétaires d'État |
| 2            | Maurice Rouvier              | Gouvernement Maurice Rouvier (3) | du 18 février 1906 au 7 mars 1906 (17 jours)             | Maurice Rouvier (ARD)     | 11 ministres 2 sous-secrétaires d'État |
| 3            | Ferdinand Sarrien            | Gouvernement Ferdinand Sarrien   | du 14 mars 1906 au 20 octobre 1906 (220 jours)           | Ferdinand Sarrien (PRRRS) | 11 ministres 3 sous-secrétaires d'État |